# 告白 (Confession)
『告白』（こくはく）は、日本のシンガーソングライターである尾崎豊のライブ・ビデオ。英題は「Confession」（コンフェッション）。
1995年10月21日にSony RecordsよりVHS2本組のBOX仕様でリリースされた。

## 解説
1984年3月15日に新宿ルイードで行われた尾崎のデビューライブから1987年8月29日の有明コロシアムでの公演までのステージでのMCやモノローグの他に、尾崎が1986年に滞在したニューヨークでの映像、ビデオ・クリップのアウトテイクなどの未公開映像を編集、収録している。
タイトルの「告白」は、遺作となったアルバム「放熱への証」の副題である『CONFESSION FOR EXIST ～生きること。それは日々を告白してゆくことだろう～』から由来している。

## 収録曲
本作品では挿入歌としてアルバム「街路樹」から8曲が使用されている。
- 全曲、作詞・作曲：尾崎豊

1. 「核 (CORE)」
2. 「時」
3. 「紙切れとバイブル」
4. 「LIFE」
5. 「太陽の破片」
6. 「COLD WIND」
7. 「街角の風の中」
8. 「街路樹」

## 収録内容
1. 新宿ルイード -1984年3月15日
2. 秋田文化会館 - 1984年12月3日
3. 日本青年館 - 1985年1月12日
4. 大阪球場 - 1985年8月25日
5. 代々木オリンピックプール第一体育館 - 1985年11月15日
6. モノローグ・パート1 - 1985年11月21日
7. 新潟県民会館 - 1985年12月26日
8. ニューヨーク - 1986年9月
9. 茨城県民文化センター - 1987年7月1日
10. 熊本BEAT-CHILD - アスペクタ、1987年8月23日
11. 有明コロシアム - 1987年8月29日
12. モノローグ・パート2 - 1988年4月30日